# Ophiopsila vittata
Ophiopsila vittata is een slangster uit de familie Ophiocomidae.
De wetenschappelijke naam van de soort werd in 1918 gepubliceerd door Hubert Lyman Clark.